# Admirals Nunatak
Admirals Nunatak är en nunatak i Antarktis. Den ligger i Västantarktis. Argentina, Chile och Storbritannien gör anspråk på området. Toppen på Admirals Nunatak är 914 meter över havet.
Terrängen runt Admirals Nunatak är lite kuperad och sluttar österut. Trakten är obefolkad utan några samhällen i närheten. 